# Ivnyai járás

Az Ivnyai járás a Belgorodi területen

Az Ivnyai járás (oroszul Ивнянский район) Oroszország egyik járása a Belgorodi területen. Székhelye Ivnya.

## Népesség
- 1989-ben 23 314 lakosa volt.
- 2002-ben 24 468 lakosa volt.
- 2010-ben 23 570 lakosa volt.